# Heliocopris cuneifer
Heliocopris cuneifer är en skalbaggsart som beskrevs av Pierre Lesne 1906. Heliocopris cuneifer ingår i släktet Heliocopris och familjen bladhorningar. Inga underarter finns listade i Catalogue of Life.